# Rustroff
Rustroff est une commune française située dans le département de la Moselle, en région Grand Est.

## Géographie

### Localisation
La commune est à 3,3 km de Kirsch-lès-Sierck, 5,8 de Merschweiller et 19,6 de Thionville.
|                  | Apach     | Merschweiller     |
| Sierck-les-Bains | Rustroff  | Kirsch-lès-Sierck |
|                  | Montenach |                   |

### Écarts et lieux-dits
Buchwäldchen (ou Buchwaeldchen) ; Milchen ; Sengen.

### Géologie et relief
Hydrogéologie et climatologie : Système d’information pour la gestion des eaux souterraines du bassin Rhin-Meuse :
Territoire communal : Occupation du sol (Corinne Land Cover); Cours d'eau (BD Carthage),
Géologie : Carte géologique; Coupes géologiques et techniques,
 Hydrogéologie : Masses d'eau souterraine; BD Lisa; Cartes piézométriques.

### Sismicité
Commune située dans une zone 1 de sismicité très faible.

### Climat
Pour des articles plus généraux, voir Climat du Grand Est et Climat de la Moselle.
En 2010, le climat de la commune est de type climat de montagne, selon une étude du Centre national de la recherche scientifique s'appuyant sur une série de données couvrant la période 1971-2000. En 2020, Météo-France publie une typologie des climats de la France métropolitaine dans laquelle la commune est exposée à un climat semi-continental et est dans la région climatique  Lorraine, plateau de Langres, Morvan, caractérisée par un hiver rude (1,5 °C), des vents modérés et des brouillards fréquents en automne et hiver. 
Pour la période 1971-2000, la température annuelle moyenne est de 9,2 °C, avec une amplitude thermique annuelle de 16,7 °C. Le cumul annuel moyen de précipitations est de 885 mm, avec 13,2 jours de précipitations en janvier et 9,3 jours en juillet. Pour la période 1991-2020, la température moyenne annuelle observée sur la station météorologique de Météo-France la plus proche, « Malancourt », sur la commune d'Amnéville à 26 km à vol d'oiseau, est de 10,2 °C et le cumul annuel moyen de précipitations est de 884,1 mm. 
La température maximale relevée sur cette station est de 39,3 °C, atteinte le 25 juillet 2019 ; la température minimale est de −17,9 °C, atteinte le 5 janvier 1985,,. 
Les paramètres climatiques de la commune ont été estimés pour le milieu du siècle (2041-2070) selon différents scénarios d'émission de gaz à effet de serre à partir des nouvelles projections climatiques de référence DRIAS-2020. Ils sont consultables sur un site dédié publié par Météo-France en novembre 2022.

### Hydrographie et les eaux souterraines
La commune est située dans le bassin versant du Rhin au sein du bassin Rhin-Meuse. Elle est drainée par la Moselle.
La Moselle, d’une longueur totale de 560 kilomètres, dont 315 kilomètres en France, prend sa source dans le massif des Vosges au col de Bussang et se jette dans le Rhin à Coblence en Allemagne.

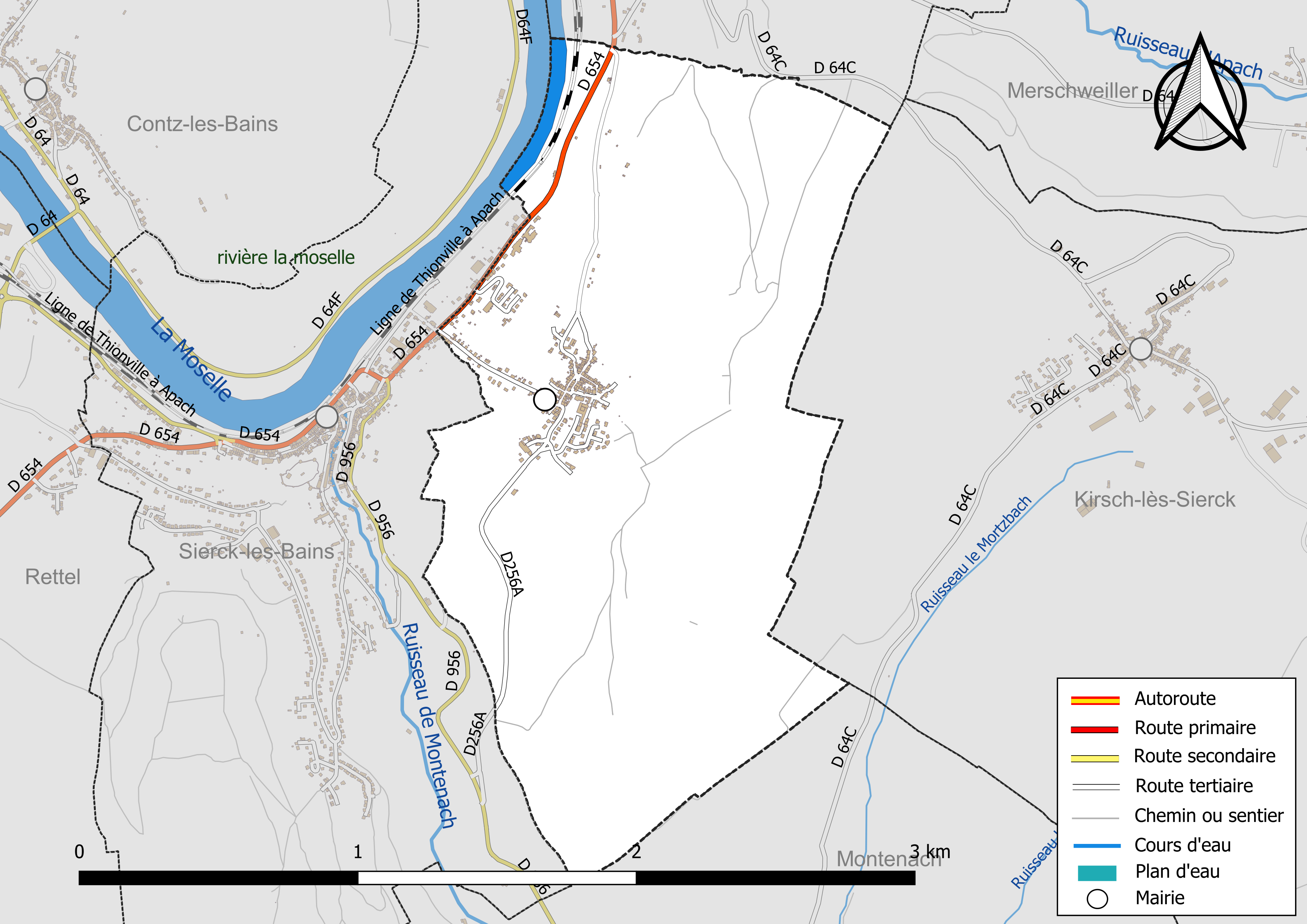
Réseaux hydrographique et routier de Rustroff.

La qualité de la Moselle peut être consultée sur un site dédié géré par les agences de l’eau et l’Agence française pour la biodiversité.

### Voies de communications et transports

#### Voies routières
- Autoroute A31, aussi appelée autoroute de Lorraine-Bourgogne : Échangeurs Yutz, Frontière Luxembourgeoise.
- Autoroute A30, appelée aussi : autoroute de la Vallée de la Fensch : Échangeur Uckange.

#### Transports en commun
- Fluo Grand Est.

## Urbanisme

### Typologie
Au 1er janvier 2024, Rustroff est catégorisée petite ville, selon la nouvelle grille communale de densité à sept niveaux définie par l'Insee en 2022.
Elle appartient à l'unité urbaine de Perl (ALL)-Sierck-les-Bains (partie française), une agglomération internationale regroupant cinq  communes, dont elle est une commune de la banlieue,,. Par ailleurs la commune fait partie de l'aire d'attraction de Luxembourg (partie française), dont elle est une commune de la couronne,. Cette aire, qui regroupe 115 communes, est catégorisée dans les aires de 700 000 habitants ou plus (hors Paris),.

### Occupation des sols
L'occupation des sols de la commune, telle qu'elle ressort de la base de données européenne d’occupation biophysique des sols Corine Land Cover (CLC), est marquée par l'importance des forêts et milieux semi-naturels (46,7 % en 2018), en augmentation par rapport à 1990 (34,3 %). La répartition détaillée en 2018 est la suivante : 
milieux à végétation arbustive et/ou herbacée (30,6 %), terres arables (27,8 %), forêts (16,1 %), cultures permanentes (11,3 %), zones urbanisées (8,3 %), zones agricoles hétérogènes (5 %), eaux continentales (1 %). L'évolution de l’occupation des sols de la commune et de ses infrastructures peut être observée sur les différentes représentations cartographiques du territoire : la carte de Cassini (XVIIIe siècle), la carte d'état-major (1820-1866) et les cartes ou photos aériennes de l'IGN pour la période actuelle (1950 à aujourd'hui).

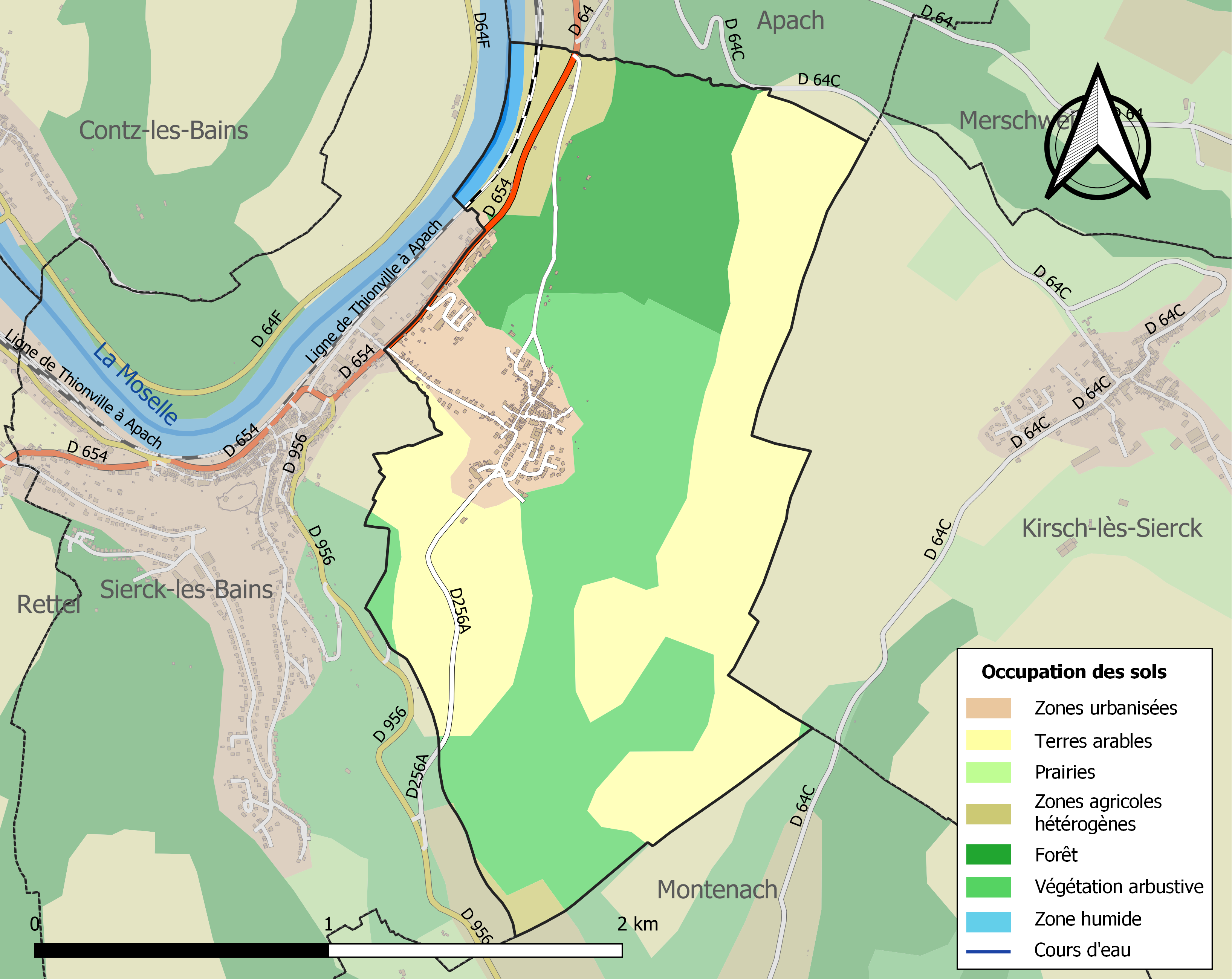
Carte des infrastructures et de l'occupation des sols de la commune en 2018 (CLC).

## Toponymie
- Anciennes mentions[17],[18] : Ruchensdorpht (1145), Rukesdorph (1157), Rukestorp et Rukestroff (1158), Ristorff (1328), Rustorff (1594), Rusdorff (1686), Ruestroff (XVIIIe siècle), Rurdorff et Rusdorff (1756), Rustroff (1793), Rüsdorf (1871-1918).
- En francique lorrain : Réischtroff et Réischdrëf.

### Sobriquets
- Di Réischtrowwer Këddern (les matous de Rustroff).

## Histoire
Ancien domaine des ducs de Lorraine, village de la prévôté de Sierck. En 1486, le comte de Linange fit construire un couvent de religieuses du tiers ordre de Saint-François, supprimé à la Révolution française. Qui a ensuite servi de succursale aux religieuses de Sainte-Chrétienne de Metz (Pensionnat de Sainte-Chrétienne de 1832 à 1975). L'abbé François-Louis Fleck,futur eveque de Metz, fut aumonier du pensionnat.
Rattachée à la ville de Sierck par décret du 19 mars 1811, redevint une commune en 1880.
Commune décorée de la Croix de guerre 1939-1945 le 1er juillet 1948.

## Politique et administration
| Période                                  | Période   | Identité         | Étiquette | Qualité |
| ---------------------------------------- | --------- | ---------------- | --------- | ------- |
| Les données manquantes sont à compléter. |           |                  |           |         |
| mars 1995                                | mars 2001 | François Licht   |           |         |
| mars 2001                                | mars 2014 | Gérard Hennequin | UDI       |         |
| mars 2014                                | en cours  | Jérôme Develle   | DVG       |         |

### Budget et fiscalité 2022
En 2022, le budget de la commune était constitué ainsi :
- total des produits de fonctionnement : 400 000 €, soit 635 € par habitant ;
- total des charges de fonctionnement : 306 000 €, soit 485 € par habitant ;
- total des ressources d'investissement : 250 000 €, soit 397 € par habitant ;
- total des emplois d'investissement : 249 000 €, soit 395 € par habitant ;
- endettement : 319 000 €, soit 506 € par habitant.

Avec les taux de fiscalité suivants :
- taxe d'habitation : 9,36 % ;
- taxe foncière sur les propriétés bâties : 22,41 % ;
- taxe foncière sur les propriétés non bâties : 44,15 % ;
- taxe additionnelle à la taxe foncière sur les propriétés non bâties : 0,00 % ;
- cotisation foncière des entreprises : 0,00 %.

Chiffres clés Revenus et pauvreté des ménages en 2020 : médiane en 2020 du revenu disponible, par unité de consommation : 28 620 €.

## Population et société

### Démographie

#### Évolution démographique
L'évolution du nombre d'habitants est connue à travers les recensements de la population effectués dans la commune depuis 1793. Pour les communes de moins de 10 000 habitants, une enquête de recensement portant sur toute la population est réalisée tous les cinq ans, les populations de référence des années intermédiaires étant quant à elles estimées par interpolation ou extrapolation. Pour la commune, le premier recensement exhaustif entrant dans le cadre du nouveau dispositif a été réalisé en 2004.

En 2022, la commune comptait 651 habitants, en évolution de +7,43 % par rapport à 2016 (Moselle : +0,52 %, France hors Mayotte : +2,11 %).
| 1793 | 1800 | 1806 | 1880 | 1885 | 1890 | 1895 | 1900 | 1905 |
| ---- | ---- | ---- | ---- | ---- | ---- | ---- | ---- | ---- |
| 281  | 284  | 339  | 491  | 544  | 469  | 488  | 474  | 488  |

| 1910 | 1921 | 1926 | 1931 | 1936 | 1946 | 1954 | 1962 | 1968 |
| ---- | ---- | ---- | ---- | ---- | ---- | ---- | ---- | ---- |
| 508  | 486  | 505  | 476  | 443  | 405  | 684  | 595  | 570  |

| 1975 | 1982 | 1990 | 1999 | 2004 | 2006 | 2009 | 2014 | 2019 |
| ---- | ---- | ---- | ---- | ---- | ---- | ---- | ---- | ---- |
| 510  | 466  | 550  | 513  | 551  | 567  | 544  | 601  | 624  |

| 2022 | - | - | - | - | - | - | - | - |
| ---- | - | - | - | - | - | - | - | - |
| 651  | - | - | - | - | - | - | - | - |

### Enseignement
Établissements d'enseignements :
- Écoles maternelles à Rustroff, Sierck-les-Bains, Apach.
- Écoles primaires à Sierck-les-Bains, Kirsch-lès-Sierck, Apach, Montenach, Contz-les-Bains.
- Collèges à Sierck-les-Bains, Cattenom, Kédange-sur-Canner, Hettange-Grande, Yutz.
- Lycées à Thionville.

### Santé
Professionnels et établissements de santé :
- Médecins à Sierck-les-Bains, Rettel, Berg-sur-Moselle, Koenigsmacker, Cattenom.
- Pharmacies à Sierck-les-Bains, Koenigsmacker, Cattenom, Rodemack.
- Hôpitaux à Thionville, Algrange.
- Centre hospitalier régional de Metz-Thionville

### Cultes
- Culte catholique, Communauté de Paroisses Notre-Dame de Marienfloss du Val Sierckois[27], Diocèse de Metz.

## Économie

### Entreprises et commerces

#### Agriculture
- Élevage d'autres animaux.

#### Tourisme
- Hébergements et restauration à Apach, Montenach, Merschweiller, Évrange.

#### Commerces
- Commerces et services de proximité.

## Culture locale et patrimoine

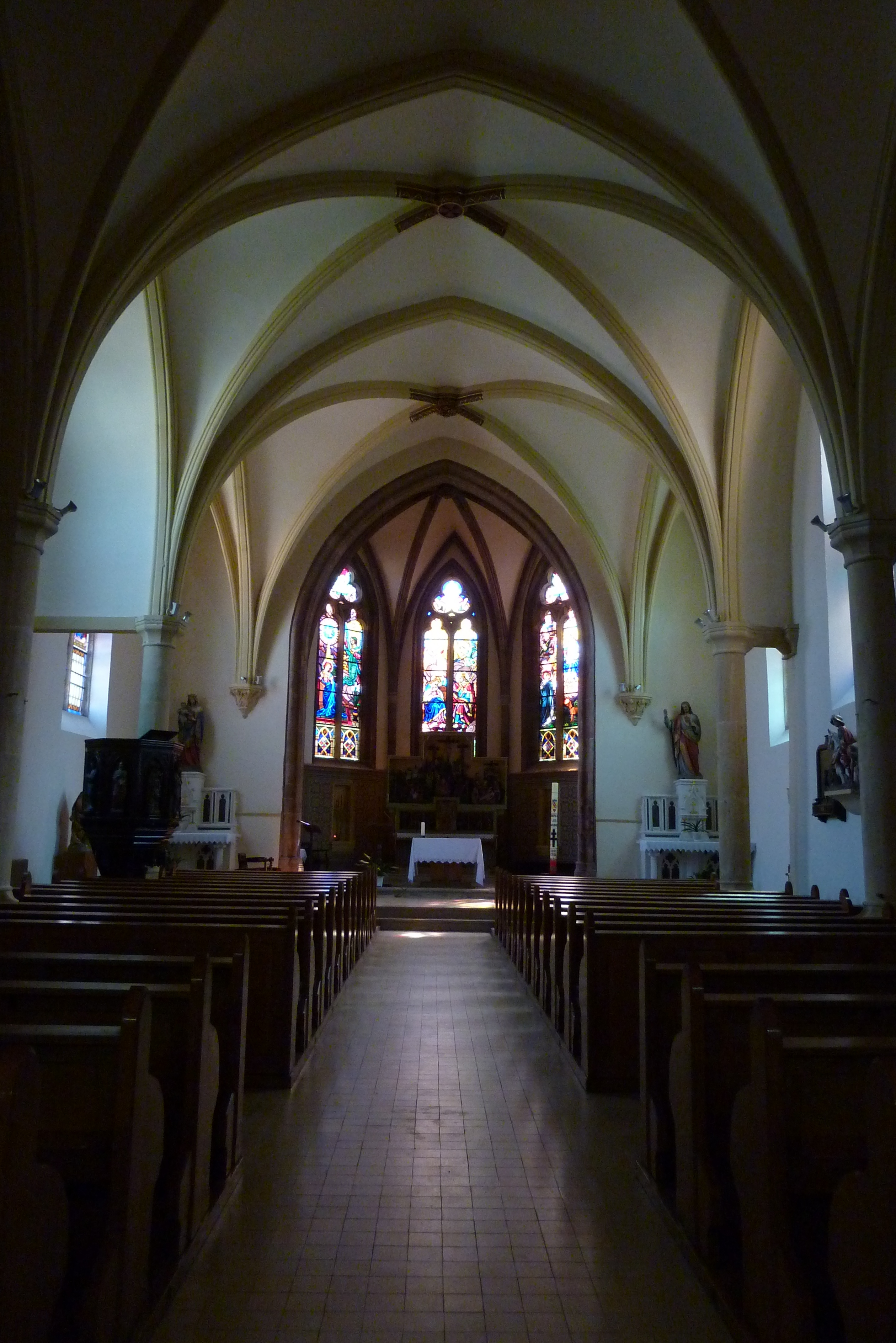
Église paroissiale Saint-Martin.
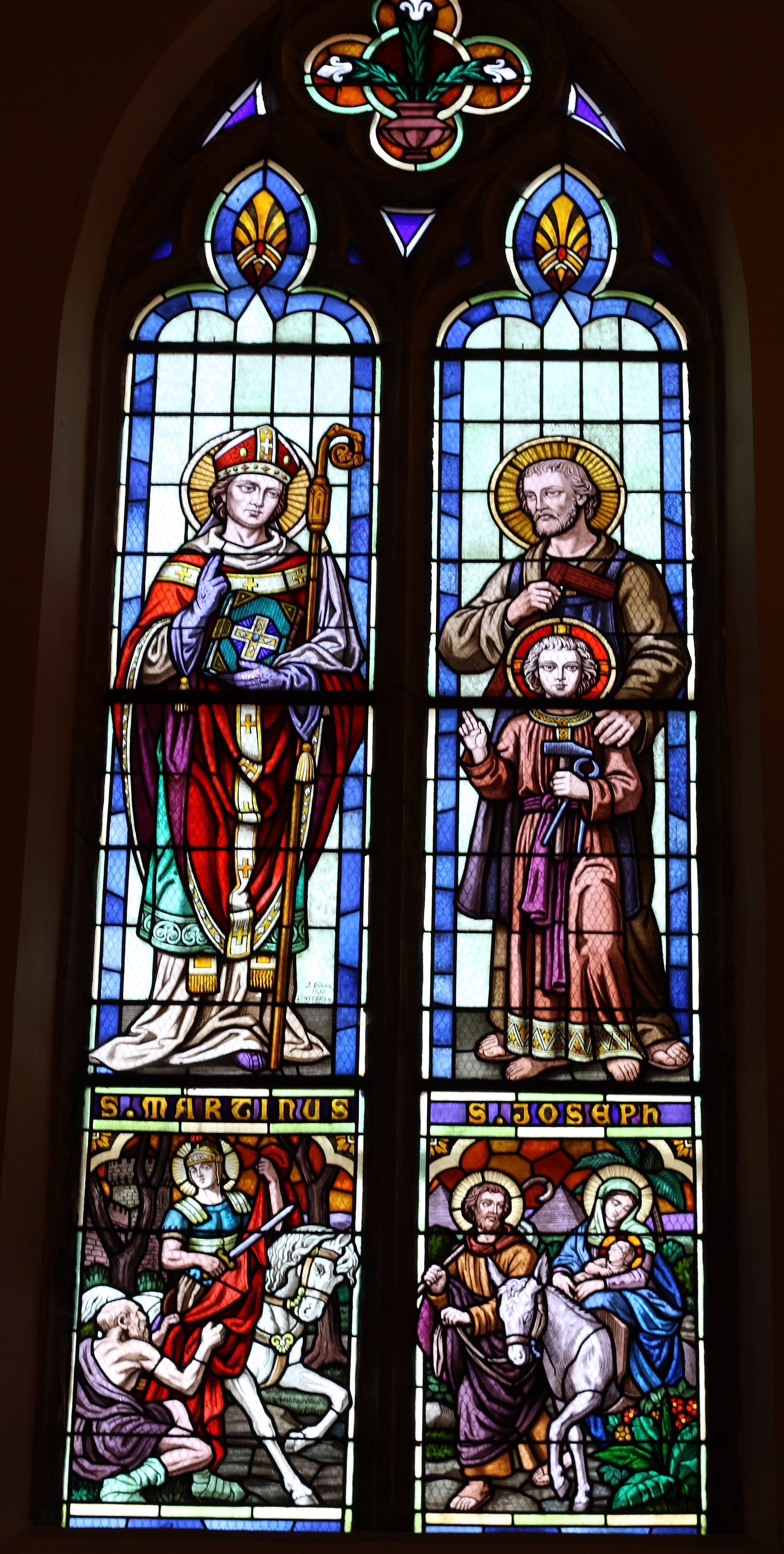
Vitraux de l'église Saint-Martin.
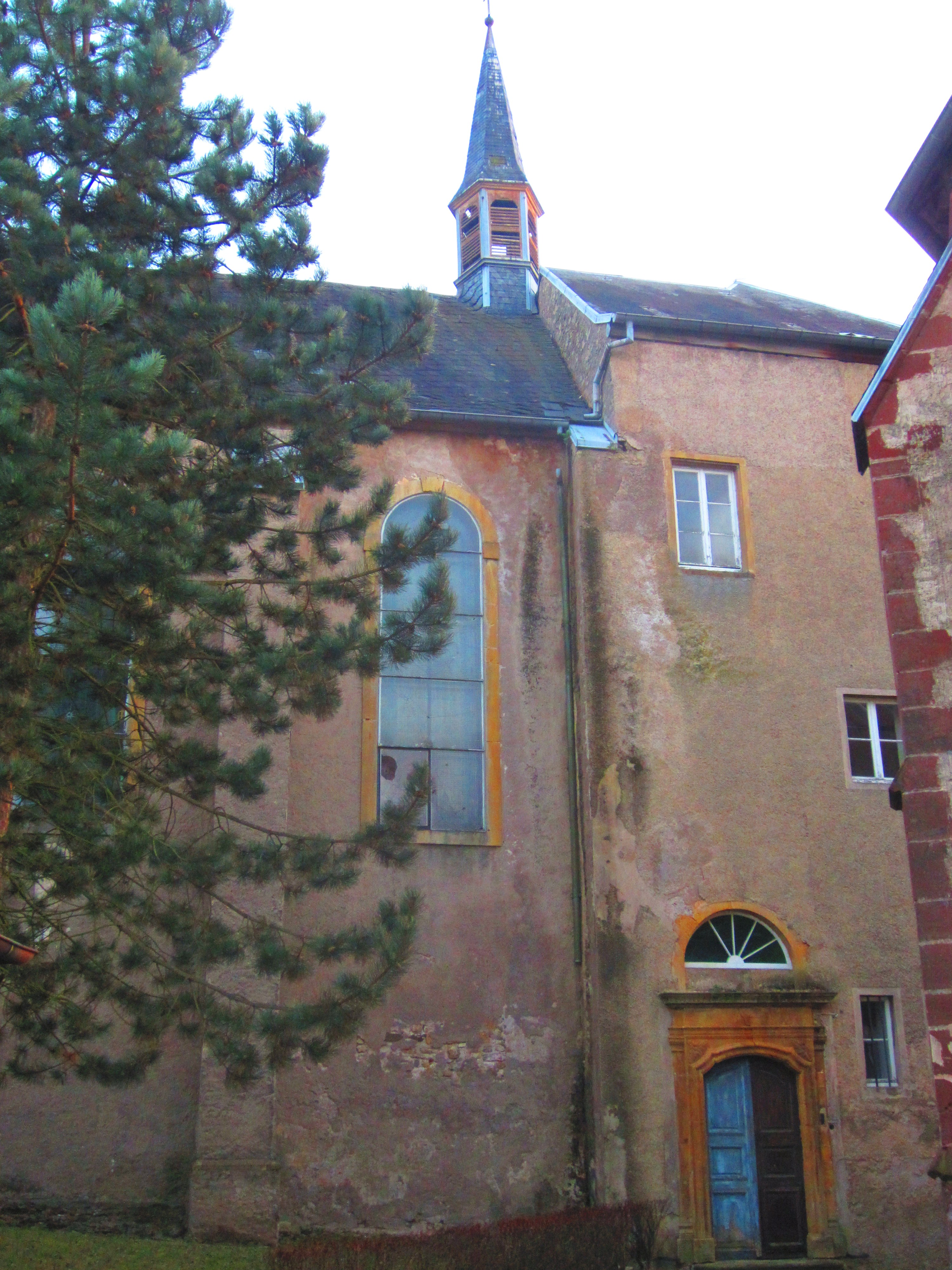
Chapelle du couvent des Franciscaines.

### Lieux et monuments
Patrimoine religieux :
- Église paroissiale Saint-Martin, chœur limite XIIIe siècle - XIVe siècle[28] restaurée avec le soutien de la Fondation du patrimoine[29]. Porte d'entrée sur façade occidentale 1re moitié XIVe siècle. Chapelles Saint-Éloi et Notre-Dame et sa sacristie et armoire eucharistique sur pan nord du chœur XVe siècle. Nef reconstruite en 1865 et 1866. Clocher reconstruit en 1870. Sacristie du chœur agrandie en 1891. Armoiries de René Ier d'Anjou et d'Isabelle Ire de Lorraine. Marques de tâcheron, retable rhénan XVIe siècle[30], pietà XVIe siècle ; pèlerinage ; statue saint François-d'Assise[31] ; statue saint Jacques[32].

Cloche de 1501.
Orgue Franz Staudt (1901) - Michel Gaillard (1990).
- Couvent de Franciscaines, fondé en 1486, confirmé par le pape Léon X en 1514, reconstruit après l'incendie de 1667[35]. Église et bâtiment principal XVIIIe siècle. Confisqué et vendu en 1792, racheté en 1832 par les religieuses de Sainte-Chrétienne de Metz et transformé en pensionnat. Vers 1860, le bâtiment principal a été exhaussé d'un étage. Propriété privée depuis 1980.
- Sépultures avec mobilier du Hallstatt final.
- Croix monumentales[36],[37],[38],[39].

Autres sites :
- Monument aux morts[40] : Conflits commémorés : Guerres 1914-1918 - 1939-1945.
- Lavoir où coule de l'eau potable.
- Belvédère en macadam avec observatoire.

### Personnalités liées à la commune
- Un passage du duc de Lorraine ainsi que de son confrère Étienne du Luxembourg s'est effectué en 1452 dans ce petit village. Celui-ci est resté en mémoire par le biais d'une stèle sise à la sortie du petit hameau.[réf. nécessaire]
- François-Louis Fleck (1824-1899), 100e évêque de Metz, était aumônier au pensionnat des filles à Rustroff.
- Jean Engel (1876-1960), artiste-peintre, chevalier de la Légion d'honneur, né dans la commune, et lointain descendant de Jean Baptiste Brice Tavernier[41].

### Héraldique
| Blason de Rustroff | Blason  | De gueules à la serpette d'argent, emmanchée d'or. |
| Blason de Rustroff | Détails | Le statut officiel du blason reste à déterminer.   |